# Shoshenq V
Aakheperre Shoshenq V là pharaon áp chót của Vương triều thứ 22 trong lịch sử Ai Cập cổ đại. Triều đại của ông khá dài, bắt đầu từ khoảng năm 767 đến 730 TCN, tức kéo dài gần 40 năm.

## Thân thế
Theo tấm bia đánh dấu năm thứ 11 của Shoshenq V, ông là con trai và là người kế vị trực tiếp của pharaon Pami.
Một cái khiên nhỏ bằng electrum của một hoàng hậu tên Tadibast III có ghi dòng chữ như sau: "Người mẹ thần thánh, Tadibast, vợ của Vua, đã sống" và "Con trai của Ra, Osorkon, mãi mãi". Trong số các vua mang tên Osorkon, chỉ có Osorkon IV là không rõ mẹ, vì thế Tadibast III có lẽ là mẹ ruột của vị vua này. Hơn nữa, Shoshenq V là vua tiền nhiệm của Osorkon IV, vì thế có lẽ Tadibast và Osorkon IV là vợ và con của ông. Tuy nhiên, một vị vua mơ hồ có tên Pedubast II thường được đặt giữa Shoshenq V và Osorkon IV khiến cho việc xác thực mối quan hệ cha con giữa họ trở nên khó khăn hơn.
Trước khi phát hiện ra vị vua mờ nhạt Shoshenq IV, Shoshenq V thường được đánh thứ tự là IV.

## Trị vì
Năm thứ 11 của Shoshenq V được chứng thực tại Memphis, là năm chôn cất con bò thiêng Apis vốn được nuôi từ thời vua Pami, cha ông và được thay thế bởi một Apis khác. Tuy nhiên ông hoàn toàn không được ghi nhận ở Thebes, do các thủ lĩnh Libya đã chiếm đóng nơi này. Shoshenq cũng được chứng thực vào những năm thứ 8, 15 (hoặc 17), 19, 30 qua việc cống nạp cho các thủ lĩnh Libya.
Tên của ông lại xuất hiện trên tấm bia thuộc năm thứ 22 tại Atfih, dành riêng cho nữ thần Hathor. Có lẽ trong năm thứ 30, Shoshenq đã cho tổ chức lễ kỷ niệm Sed (đánh dấu 30 năm trị vì) bằng cách xây một ngôi đền dành cho "bộ ba thần thánh Theban" (Amun, Mut, Khonsu) tại Tanis. Từ các tàn tích còn sót lại, người ta biết rằng Shoshenq đã sử dụng chung một tên hiệu mới cho mình, và bổ sung thêm vào tên riêng và tên ngai của ông. Nhiều di tích chưa hoàn thành của Shoshenq V được khai quật tại Leontopolis.
Trong năm thứ 37, con bò Apis nuôi vào năm thứ 11 đã chết và được chôn cất. Điều này đã được ghi chép trong một tấm bia khá nổi tiếng và quan trọng có tên là "tấm bia Pasenhor", nơi ghi lại phả hệ của các tiên vương trước đây.
Năm thứ 36 và 38 của một vị vua vô danh được phát hiện trên tấm bia đá tại Buto được cho là thuộc về Shoshenq V, vốn được ghi chép bởi hoàng tử Tefnakht đương thời, người về sau sáng lập Vương triều thứ 24.
Shoshenq V qua đời vào khoảng trước năm 730 TCN, không rõ nơi chôn cất.

## Hình ảnh

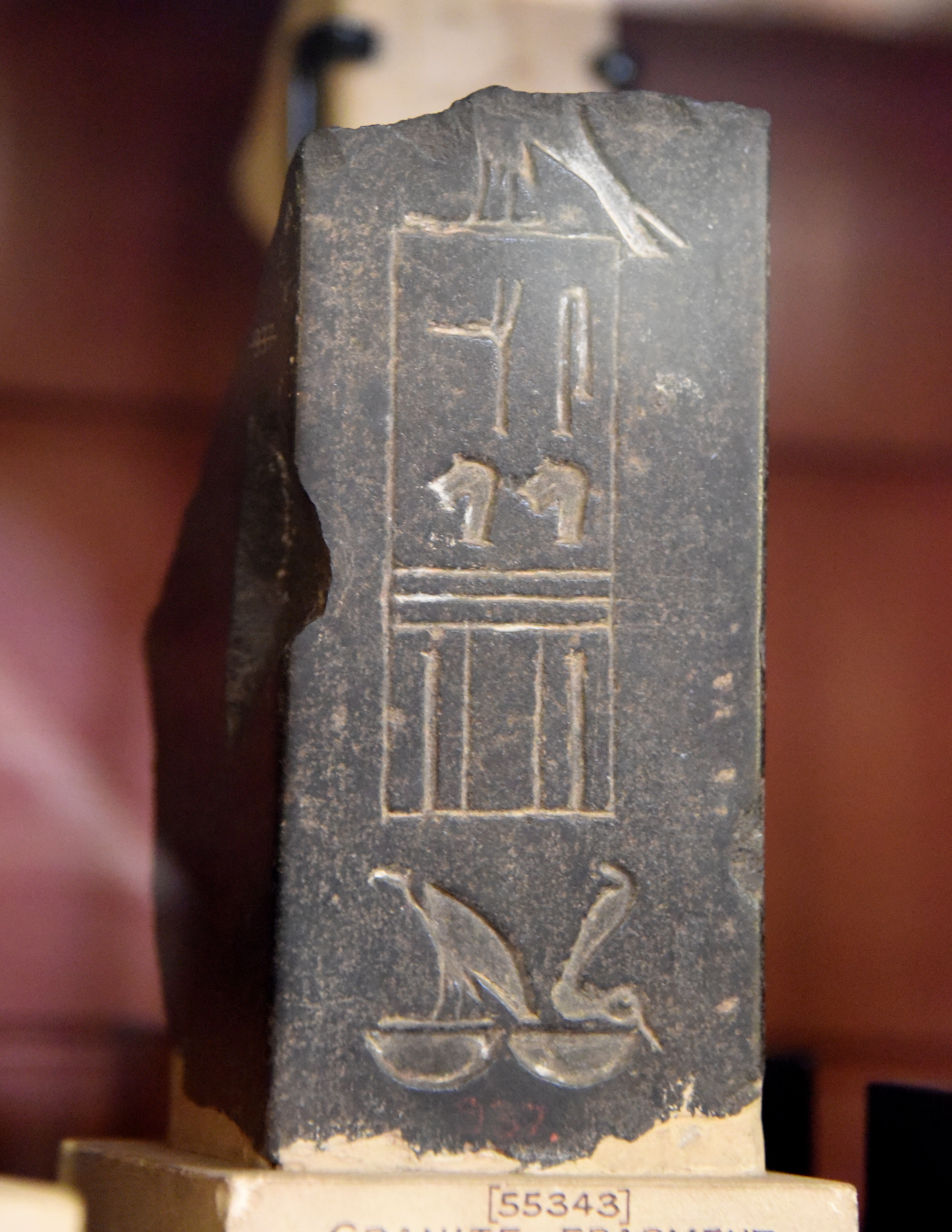
Tên Horus của Shoshenq V khắc trên một trụ đá bazan đen
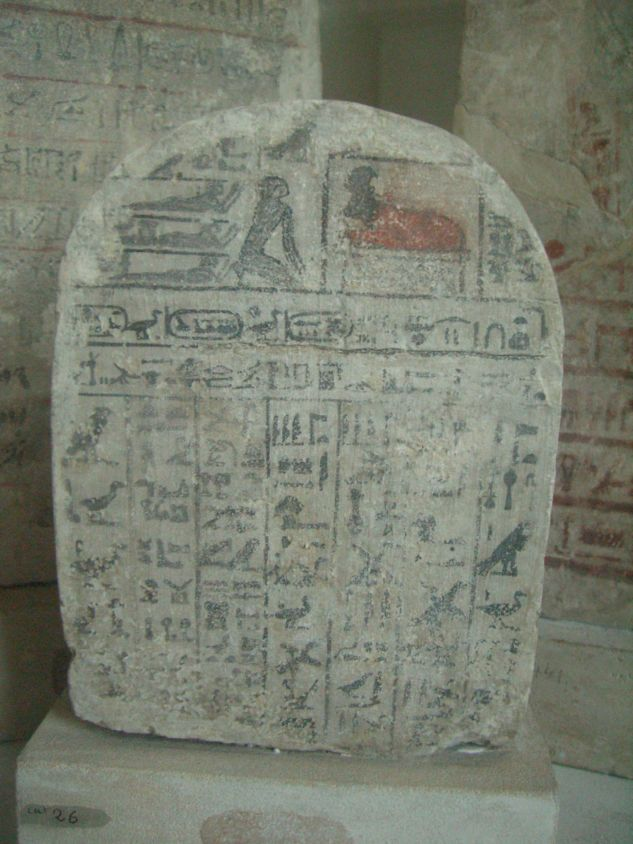
Tấm bia đá năm thứ 11 của Shoshenq V
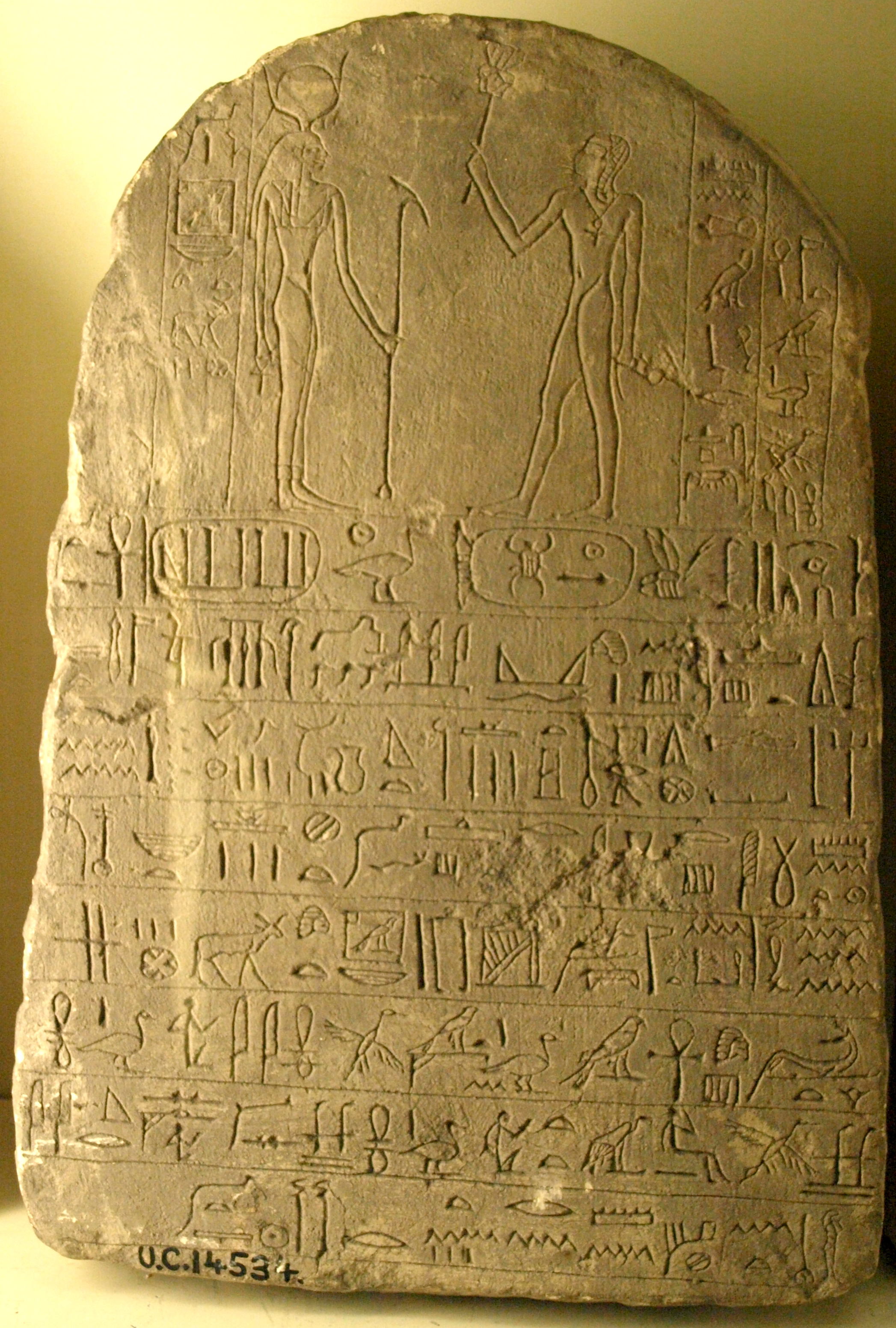
Tấm bia đá năm thứ 22 của Shoshenq V